# Orlovo Polje
Orlovo Polje är ett samhälle i Bosnien och Hercegovina.   Det ligger i entiteten Republika Srpska, i den nordöstra delen av landet, 120 km norr om huvudstaden Sarajevo. Orlovo Polje ligger 89 meter över havet och antalet invånare är 315.
Terrängen runt Orlovo Polje är platt. Närmaste större samhälle är Gradačac, 11,3 km sydväst om Orlovo Polje.
Trakten runt Orlovo Polje består till största delen av jordbruksmark. Runt Orlovo Polje är det ganska tätbefolkat, med 124 invånare per kvadratkilometer.